# Медаль «За зразкову службу у Збройних Силах України»
Заохочувальна відзнака Міністерства оборони України — медаль «За зразкову службу у Збройних Силах України» входила до діючої до 2012 року системи відзнак Міністерства оборони України.
Після впровадження у 2013 році нової системи відзнак аналогом відзнаки є нагрудний знак «За зразкову службу» (але на відміну від медалі знак має лише один ступень).

## Історія нагороди
- Медаль «За зразкову службу у Збройних Силах України» було встановлено наказом Міністра оборони України від 20 травня 2003 року № 142. У зв'язку з недотриманням необхідних формальностей при запровадженні відзнаки на вимогу Міністерства юстиції України наказ про встановлення відзнаки був скасований[2]. Відзнака з дотриманням усіх формальностей була повторно заснована наказом міністра оборони України Анатолія Гриценка від 12 вересня 2005 року № 548.
- 30 травня 2012 року Президент України В. Ф. Янукович видав Указ, яким затвердив нове положення про відомчі заохочувальні відзнаки; міністрам, керівникам центральних органів виконавчої влади, керівникам (командувачам) військових формувань, державних правоохоронних органів було доручено забезпечити в установленому порядку перегляд актів про встановлення відомчих заохочувальних відзнак, приведення таких актів у відповідність із вимогами цього Указу[3]. Протягом 2012–2013 років Міністерством оборони України була розроблена нова система заохочувальних відзнак[4], що вже не містила медалі «За зразкову службу у Збройних Силах України» (її аналогом став нагрудний знак «За зразкову службу»).

## Положення про відзнаку
- Заохочувальною відзнакою Міністерства оборони України — медаллю «За зразкову службу у Збройних Силах України» нагороджуються особи офіцерського складу Збройних Сил України за зразкове виконання військового обов'язку, підтримання високої бойової готовності військ, самовідданість і стійкість, проявлені під час проходження військової служби.
- Медаль «За зразкову службу у Збройних Силах України» має три ступені:
  - медаль «За зразкову службу у Збройних Силах України» І ступеня;
  - медаль «За зразкову службу у Збройних Силах України» ІІ ступеня;
  - медаль «За зразкову службу у Збройних Силах України» ІІІ ступеня.
- Вищим ступенем медалі є І ступінь.
- Нагородження медаллю «За зразкову службу у Збройних Силах України» здійснюється наказом Міністра оборони України (по особовому складу).
- Подання до нагородження медаллю «За зразкову службу у Збройних Силах України» здійснюється відповідно до вимог Положення про заохочувальні відзнаки Міністерства оборони України.
- Нагородження медаллю «За зразкову службу у Збройних Силах України» проводиться послідовно від нижчого ступеня до вищого.
- Нагородженому медаллю «За зразкову службу у Збройних Силах України» вручається медаль та посвідчення до неї.
- Повторне нагородження медаллю «За зразкову службу у Збройних Силах України» одного й того самого ступеня не здійснюється.
- У разі втрати (псування) медалі «За зразкову службу у Збройних Силах України» дублікат не видається.
- Медаль «За зразкову службу у Збройних Силах України» і посвідчення до неї після смерті нагородженого залишається в сім'ї померлого як пам'ять.

## Опис медалі
- Відзнака Міністерства оборони України — медаль «За зразкову службу у Збройних Силах України» являє собою восьмикутну променясту зірку, накладену на вінок з дубового листя. У центрі зірки — прямий рівносторонній хрест з розбіжними кінцями, у центрі якого на круглому медальйоні — Знак Княжої Держави Володимира Великого.
  - Відзнака І ступеня виготовляється з жовтого металу;
  - Відзнака II та III ступеня — з білого металу, вінок з дубового листя — жовтого металу.
  - У відзнак I та II ступеня хрест покритий емаллю малинового кольору, медальйон — синього.
- Зворотний бік медалі плоский з написом по колу «За зразкову службу у Збройних Силах України» та вигравіруваним номером.
- Всі зображення і напис — рельєфні. Розмір медалі — 38 мм.
- За допомогою вушка з кільцем медаль з'єднується з прямокутною колодкою білого металу, обтягнутою стрічкою. Розмір колодки: висота — 42 мм, ширина — 28 мм. На зворотному боці колодки — застібка для прикріплення медалі до одягу.
- Стрічка медалі шовкова синього кольору з поздовжніми блакитними і жовтими смужками:
  - I ступеня — з жовтою смужкою посередині і двома блакитними з боків;
  - II ступеня — з двома жовтими і трьома блакитними поздовжніми смужками;
  - III ступеня — з трьома жовтими і чотирма блакитними поздовжніми смужками.
- Ширина стрічки — 28 мм, ширина смужок — по 2 мм кожна.
- Планка медалі являє собою металеву пластинку, обтягнуту відповідною стрічкою. Розмір планки: висота — 12 мм, ширина — 28 мм.

## Порядок носіння відзнаки
Медаль «За зразкову службу у Збройних Силах України» носять з лівого боку грудей і розміщують після нагрудного знака «За розвиток військового співробітництва».